# Amatlán de Cañas
Amatlán de Cañas est un bourg et une municipalité du sud-ouest de l'État de Nayarit au Mexique. En 2005, le chef-lieu comptait 3 275 habitants pour une population totale de 10 392 habitants dans la municipalité. 

## Situation
La municipalité est bordée au nord par les municipalités d'Ahuacatlán et d'Ixtlán del Río. Elle est entourée à l'est, à l'ouest et au sud par l'État de Jalisco.   
Les rivières principales sont le río Ameca, qui forme la frontière entre les états de Nayarit et de Jalisco, et le Río Amatlán qui prend sa source dans les montagnes de Pajaritos, au sud-est d'Ixtlán del Río.

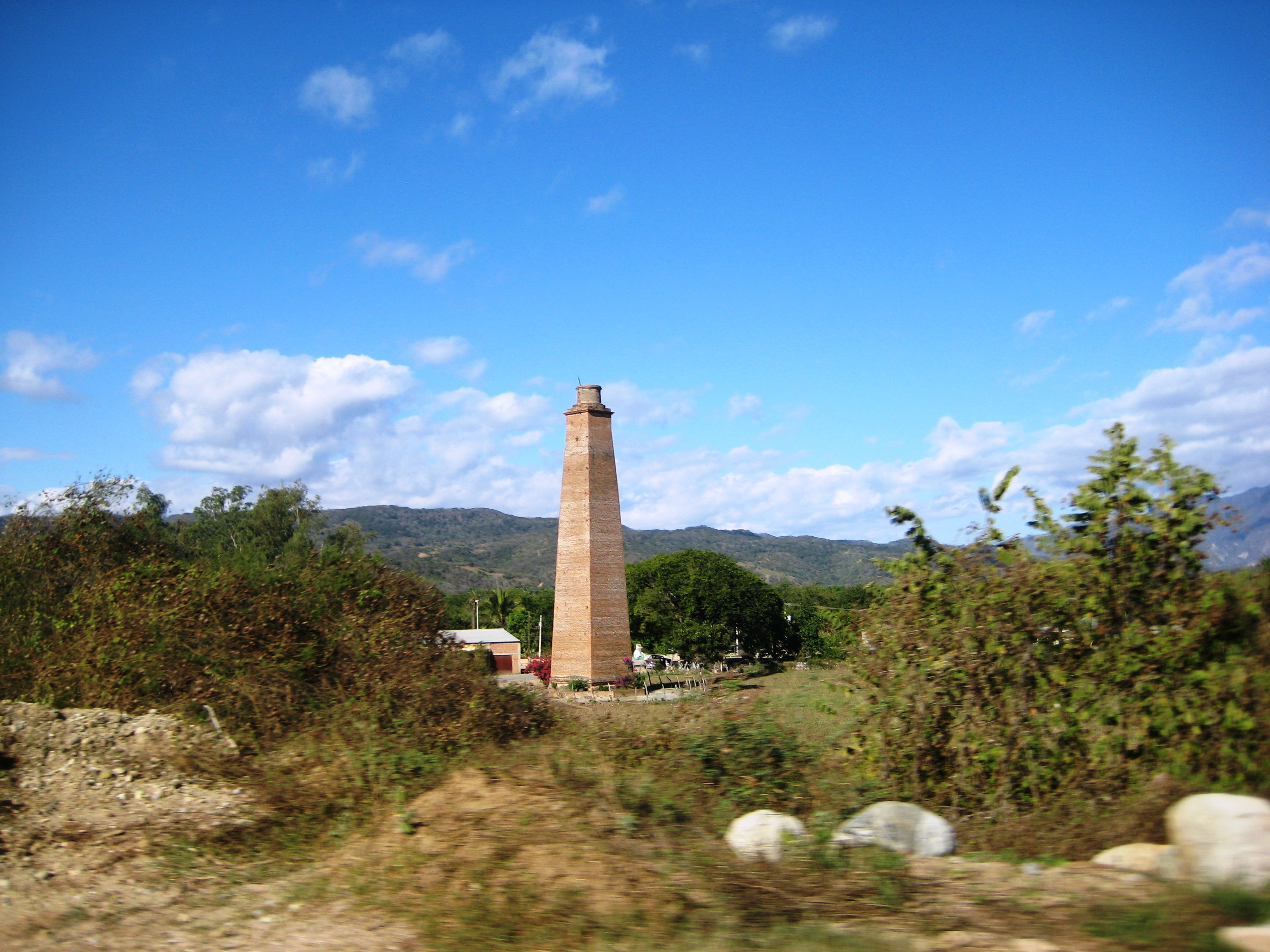
Vue du Chacuaco de Tepuzhuacán, Amatlán de Cañas, Nayarit.

## Jumelage
- Bollullos de la Mitación ( Espagne) : Amatlán de Cañas fait partie des onze municipalités mexicaines avec lesquelles Bollullos a un programme de coopération et d'échanges car elles ont été évangélisées par le franciscain Juan Calero (es) né en 1500 à Bollullos de la Mitación[2].